# اگر خیابان بیل می‌توانست حرف بزند (فیلم)
اگر خیابان بیل می‌توانست حرف بزند (انگلیسی: If Beale Street Could Talk) فیلمی رمانتیک به نویسندگی و کارگردانی بری جنکینز است که در سال ۲۰۱۸ منتشر شد. این فیلم اقتباسی است از رمان جیمز بالدوین با عنوان اگر خیابان بیل می‌توانست حرف بزند. از بازیگران این فیلم می‌توان به رجینا کینگ، اد اسکرین، امیلی ریوس، مایکل بیچ، آنجانو الیس، فین ویتراک، دیه‌گو لونا، پدرو پاسکال و دیو فرانکو اشاره کرد. داستان فیلم، در مورد زنی آفریقایی-آمریکایی است که می‌خواهد پیش از تولد فرزندش، بی‌گناهی شوهرش را ثابت کند.
اولین نمایش فیلم در جشنواره بین‌المللی فیلم تورنتو در تاریخ ۹ سپتامبر ۲۰۱۸ بود و در ۱۴ دسامبر ۲۰۱۸ توسط آناپورنا پیکچرز در آمریکا اکران خواهد شد.